# Hansa Marburg
Die Hansa Marburg ist der ehemalige Name eines zuletzt unter der Flagge Luxemburgs betrieben Vollcontainerschiffs der Hamburger Reederei Leonhardt & Blumberg.
Das Schiff wurde 2013 im Golf von Guinea überfallen und mehrere Besatzungsmitglieder entführt. 2019 wurde das Schiff verkauft und in OKEE Alicia umbenannt.

## Geschichte
Das Schiff wurde von 2004 bis 2007 unter der Baunummer GWS326 auf der Werft Guangzhou Wenchong Shipyard im chinesischen Guangzhou gebaut. Die Kiellegung des Schiffes fand am 22. Dezember 2004, der Stapellauf am 5. Dezember 2006 statt. Die Fertigstellung des Schiffes erfolgte am 26. Januar 2007.

### Piratenüberfall vor Westafrika
Am 22. April 2013 wurde das Schiff – damals unter der Flagge Liberias betrieben – vor der Küste Äquatorialguineas etwa 130 Seemeilen südwestlich von Malabo von Piraten überfallen. Die Piraten nahmen vier Besatzungsmitglieder aus Russland, der Ukraine und Kiribati als Geiseln. Dabei soll es sich um den Kapitän, den 2. Offizier, den Leitenden Maschinisten und den Bootsmann des Schiffes gehandelt haben. Ende Mai wurden die entführten Seeleute freigelassen. Über die Zahlung eines Lösegeldes wurde nichts bekannt. Das Schiff befand sich in Charter eines spanischen Unternehmens im Liniendienst zwischen Spanien und Äquatorialguinea.

## Technische Daten
Das Schiff wird von einem Siebenzylinder-Zweitakt-Dieselmotor des Herstellers MAN, der von Hudong Heavy Machinery in Lizenz gebaut wurde, angetrieben (Typ: 7 S 60 MC-C). Die Leistung des Motors beträgt 16.000 kW. Der Motor wirkt auf einen Festpropeller. Das Schiff erreicht damit eine Geschwindigkeit von bis zu 19,5 kn. Im Bugbereich verfügt das Schiff über eine Querstrahlsteueranlage mit 900 kW Leistung.
Für die Stromversorgung stehen drei Dieselgeneratoren sowie ein Notgenerator zur Verfügung. Zwei der Dieselgeneratoren verfügen über eine Scheinleistung von 1750 kVA, der dritte über 1500 kVA. Der Notgenerator verfügt über eine Scheinleistung von 212,5 kVA.
Das Schiff ist mit zwei Kranen mit einer Kapazität von 40 t ausgestattet. Die Krane befinden sich mittschiffs zwischen den Luken 3 und 4 bzw. 7 und 8. Die Containerkapazität des Schiffes beträgt 1740 TEU. Bei homogener Beladung mit 14 t schweren Containern kann das Schiff 1.330 TEU laden. Für Kühlcontainer stehen 292 Anschlüsse zur Verfügung. Für die Container stehen acht mit Pontondeckeln verschließbare Luken zur Verfügung. An Deck befindet sich Stellplätze für neun 40-Fuß-Container hintereinander und bis zu 12 40-Fuß-Container nebeneinander. 
Das Deckshaus befindet sich am Heck des Schiffes. Die Stellplätze direkt vor dem Deckshaus sind bis zu einer Höhe von fünf Lagen übereinander mit 40-Fuß-Cellguides und die hinter dem vorderen Kran liegenden Decksstellplätze auf den Luken 4 bis 8 eine Lage hoch mit 40-Fuß-Cellguides ausgestattet. Zwischen Luke 1 und der Back befindet sich ein Wellenbrecher zum Schutz vor überkommendem Wasser.